# جفری موتای
جفری موتای (انگلیسی: Geoffrey Mutai؛ زادهٔ ۷ اکتبر ۱۹۸۱) دونده ماراتن اهل کنیا است.
وی در مسابقات کشوری و بین‌المللی در مجموع برندهٔ ۴ مدال طلا، ۱ مدال نقره شده‌است.